# 棉毛黄耆
棉毛黄耆（学名：Astragalus lanuginosus）是豆科黄芪属的植物。分布在中国大陆的新疆等地，生长于海拔1,400米至1,800米的地区，多生在山前凹地、低山坡或荒漠石隙中，目前尚未由人工引种栽培。